# Speleomontia cavernicola
Genre
Espèce
Speleomontia cavernicola, unique représentant du genre Speleomontia, est une espèce d'opilions laniatores de la famille des Triaenonychidae.

## Distribution
Cette espèce est endémique du Cap-Occidental en Afrique du Sud. Elle se rencontre dans les grottes Wynberg Caves dans la montagne de la Table

## Description
Le mâle syntype mesure 3 mm

## Étymologie
Son nom d'espèce lui a été donné en référence au lieu de sa découverte, une grotte.

## Publication originale
- Lawrence, 1931 : « The harvest-spiders (Opiliones) of South Africa. » Annals of the South African Museum, vol. 29, no 2, p. 341–508 (texte intégral).